# 告地书

高台18号墓出土告地书木牍正面

告地书，又名告地策，是西汉初年使用得比较普遍的随葬文书，现在一般属于考古学的范畴。它模仿当时所通用的通关文书“传”与“过所”等的文本形式，借鉴政府公文的文体形式具有的权威，用于向地下冥府告知死者的户籍财产等信息，由此希望死者借此在阳间（人间）与阴间（冥府）之间顺利合法地通行，最后顺利登记冥府户籍，以在冥府安居。告地书主要出现在户籍制度较为严格的西汉初期，代表着一种特殊的社会心理需求。
目前已出土的告地书主要集中于原楚国地区，包括湖北（凤凰山10号墓、凤凰山168号墓、孔家坡8号墓、高台18号墓、谢家桥1号墓、胡杨5号墓等）、湖南长沙（马王堆3号墓）及江苏北部地区。

## 背景

### 对于死亡的认识
秦汉时，人们认为阴间（冥府）与阳间（人间）属于两个不同的世界，由不同的人掌管。死者从阳间进入阴间需要合法的通行证来证明其身份、财产等的合法性。如能合法在阴间登记户籍，则能像在阳间一样安居。

### 户籍制
秦国创立如实自报的户籍制，此制度在刘项楚汉之争中由于战争等原因基本崩溃。汉初汉高祖重新着手建立户籍制度。汉初统治者对户籍制度的重视对人们的心理产生重大影响，且反映在墓葬中。地下生活也要模仿地上，于是死者进入地下的第一件事便是登记户籍。当时的人们认为，告地书就可以作为登记户籍的证明。

### “传”或“过所”的通行
“传”本来为“传递者”的意思，为周朝时负责传达命令的职务。秦汉时期，“传”已经发展为了一般吏民出入关道的身份证明或通行凭证，在维护社会治安、巩固政权方面有积极作用。“传”的行文十分地公文化，可以显示官府的权威。“过所”为晚于“传”出现的另一个名称。“传”或“过所”的通行使得人们熟悉于通行需要通行证，这也影响了当时的墓葬观念。
告地书模仿“传”或“过所”，认为死者从阳间到阴间需要类似的通行证，模仿“传”或“过所”的公文格式，以显示权威。

## 内容
不同地区不同时期出土的告地书在内容上存在显著差别，不过它们在内容安排及行文规则方面有一些共同点。

### 记载内容
告地书主要记录死者姓名、死亡日期、籍贯、所携带物品以及移交对象等。
以谢家桥1号汉墓竹牍一为例：
五年十一月癸卯朔庚午，西乡辰敢言之：郎中〔五〕大夫昌自言母大女子恚死，以衣器、葬具及从者子、妇、偏下妻、奴隶、马牛物、人一牒，牒百九十七枚。昌家复无有所与，有诏令，谒告地下丞以从事。敢言之。
根据竹牍内容，墓主人下葬于西汉吕后五年（公元前183年）十一月二十八日，为女性，名字为恚，长子昌是五大夫。此竹牍还交代了移徙地下的人员与物品，即“物、人一牒”，具体来说，包括“衣器、葬具”、“子、妇、偏下妻”、“奴婢、马牛”等。

### 行文格式
告地书基本的格式为：（时间）+（发送人）+敢言之+（内容）+书到为报、敢言之+（时间）+敢移或移+（接受人）+亭手
不同的告地书大致按格式行文，具体看来会同此格式有部分差异。此行文模式与汉朝时的官府文书一致，可以判断告地书是对官府公文的模仿。

## 影响
东汉时代的买地券与镇墓文（另外两种丧葬文书）是在告地书的基础上发展而来的。
对告地书的研究也从侧面反应了汉初时人们的思想观念与社会制度。